# 陳冠穎
陳冠穎（2003年8月20日—），為台灣棒球選手，目前效力於中華職棒中信兄弟，守備位置為投手。

## 生平
陳冠穎於2024年中華職棒季中選秀會中被中信兄弟以第三指名選中，並以300萬元簽約金、月薪7萬元合約簽下。
2025年3月29日，陳冠穎於臺北大巨蛋對戰統一7-ELEVEn獅，在9局上登板對決陳傑憲，完成一軍生涯初登板。

## 經歷
- 臺北市大同區延平國民小學少棒隊
- 臺北市立重慶國民中學青少棒隊
- 桃園市立平鎮高級中等學校青棒隊
- 臺北市立大學棒球隊
- 中華職棒中信兄弟（2024年8月26日–）

## 職棒生涯成績
| 年度 | 球隊     | 出賽 | 先發 | 勝投 | 敗投 | 中繼 | 救援 | 完投 | 完封 | 三振 | 四死 | 責失 | 投球局數 | 自責分率 | 被上壘率 |
| ---- | -------- | ---- | ---- | ---- | ---- | ---- | ---- | ---- | ---- | ---- | ---- | ---- | -------- | -------- | -------- |
| 2025 | 中信兄弟 |      |      |      |      |      |      |      |      |      |      |      |          |          |          |
| 合計 | 1年      |      |      |      |      |      |      |      |      |      |      |      |          |          |          |

## 外部連結
- 陳冠穎在台灣棒球維基館上的頁面（繁體中文）
- 陳冠穎在中華職棒官網